# Resolutie 241 Veiligheidsraad Verenigde Naties
Resolutie 241 van de Veiligheidsraad van de Verenigde Naties werd unaniem aangenomen op 15 november 1967. Dat gebeurde op de 1378ste vergadering van de Raad.

## Achtergrond
Congo werd onafhankelijk op 30 juni 1960; België trok zich uiteindelijk terug uit angst voor een onafhankelijkheidsoorlog zoals in Algerije. Patrice-Emery Lumumba (1925-1961) werd eerste minister. Na vijf jaar van instabiliteit en wanorde werd president Kasavubu in 1965 afgezet door generaal Mobutu.
In 1967 had de Democratische Republiek Congo al tot tweemaal toe een klacht ingediend bij de Veiligheidsraad ten aanzien van Portugees Angola. Congo geloofde dat vanuit Angola huurlegers de grens overstaken.

## Inhoud
De Veiligheidsraad was ernstig bezorgd over een inval van een buitenlands huurleger in Congo. Ook was de Raad bezorgd over de mogelijkheid dat Portugal het huurleger had toegestaan om Angola als uitvalsbasis te gebruiken.
Opgemerkt werd dat de huurlegers buitenlandse steun hadden gehad. De Veiligheidsraad was bezorgd over de dreiging die uitging van de organisatie van huurlingen ten aanzien van territoriale integriteit en de onafhankelijkheid van landen;
De Veiligheidsraad bevestigde de resoluties 226 en 239, en veroordeelde om het even welk ingrijpen in Congolese binnenlandse aangelegenheden. In het bijzonder Portugal werd veroordeeld, wegens het falen om de huurlegers te beletten gebruik te maken van Angola. Portugal werd opgeroepen om elke vorm van steun aan de huurlegers te staken. Alle landen die met deze huurlingen te maken kregen, werden opgeroepen om alles in het werk te zetten om te voorkomen dat ze nogmaals de Democratische Republiek Congo zouden kunnen binnenvallen. Alle lidstaten werden opgeroepen om mee te werken met de Veiligheidsraad bij de uitvoering van de resolutie;
De Veiligheidsraad besloot de kwestie te blijven observeren en verzocht de Secretaris-Generaal de naleving van deze resolutie nauwkeurig te blijven volgen.

## Verwante resoluties
- Resolutie 226 Veiligheidsraad Verenigde Naties
- Resolutie 239 Veiligheidsraad Verenigde Naties

Lijst ·  233 ·  234 ·  235 ·  236 ·  237 ·  238 ·  239 ·  240 ·  241 ·  242 ·  243 ·  244